# Немачка подморница У-559
Подморница У-559 је била Немачка подморница типа VIIC и коришћена је у Другом светском рату. Подморница је изграђена 27. фебруара 1941. године и служила је у 1. подморничкој флотили (обука), 1. подморничкој флотили (1. јун 1941 — 31. октобар 1941) 23. подморничкој флотили (1. новембар 1941 — 14. април 1942), и 29. подморничкој флотили (15. април 1942 — 30. октобар 1942).

## Служба
Подморница под командом Ханса Хајтмана напушта базу Кил 4. јуна 1941. године, и одлази на своје прво патролирање, које се завршава без успеха, након 32 дана, повратком у базу Сен Назер 5. јула 1941. године. Дана, 26. јула, У-559 напушта Сен Назер и одлази у ново патролирање.
У 02:08 сати. 19. августа 1941. године, подморница У-599 испаљује плотун од четири торпеда ка конвоју OG-71, на око 600 наутичких миља западно од Ашанта, и постиже један погодак, а чула се једна дупла и једна самостална детонација. Процењено је, да су два брода са укупном тежином од 17.000 тона била потопљенена, а један од 7.000 тона оштећен. У стварности, једино је трговачки брод  (заповедник Кирил Спенсер Палмер) који је превозио 2.300 тона угља, био потопљен у овом нападу.
Заповедника, девет чланова посаде и четири старжара, сакупља трговачки брод Clonlara, међутим он је потопљен 22. августа од подморнице У-564. Једанаест других чланова посаде је спасио трговачки брод Empire Oak, који је такође потопљен 22. августа од подморница У-564. Комплетна посада са брода Alva је преживела сва ова потапања и 25. августа је искрцана у Гибралтар. Подморница У-559 упловљава 22. августа у Сен Назер.
По завршеној попуни У-559 напушта Сен Назер 20. септембра 1941. године, и пролази кроз Гибралтарски теснац 26. септембра, чиме је ушла у Средоземно море. Своју патролу од 31 дан завршава, упловљавањем у базу Саламис, 20. октобра. 1941. године.
Следећу своју патролу, подморница започиње 24. новембра 1941. године.
Дана, 25. новембра 1941. године, британски ескортни брод Parramatta и ескортни разарач Avon Vale напуштају Александрију, пратећи брод са муницијом Hanne ка Тобруку. Око поноћи 26. новембра, бродови су се налазили 25 наутичких миља северно од Бардиа, у веома тамној и кишној ноћи. Како су на трговачком броду били збуњени око пута ка Тобруку, ескортни брод прилази до њега и наставља да плови заједно сњим, наводећи га преко мегафона. Док су се они кретали брзином од око три чвора, подморница У-559 испаљује у 00:12 сати, салву од три торпеда са раздаљине од 2.000 метара ка трговачком и ескортном броду, али не погађа. У 00.46 сати, ново торепедо је испаљено са раздаљине од 1.500 метара ка ескортном броду, који се након поготка ломи на два дела и одмах тоне.
Ескортни брод Parramatta (Поручник Бојног Брода Џеферсон Х. Волкер) је био погођен торпедом по средини брода, што је изазвало експлозију његових магацина. Брод је био преполовљен и нагињући се на десну страну, брзо тоне. Око 30 преживелих, укључујући и два официра, налазили су се на сплаву који је пловио поред остатака брода. Два члана посаде су уочила у даљини једну силуету, и одлучују да пливањем пробају стићи до ње. Након препливаних 1.200 метара и скроз исцрпљени, њих спашава у 03:05 сати, ескортни разарач Avon Vale, на коме се већ налазило 19 спашених чланова посаде са ескортног брода. Разарач затим истражује огромну област тражећи још бродоломника, али његов покушај није дао резултата. Међутим, три преживела бродоломника стижу до обале Либије, где их спашавају британске трупе, али је зато 138 чланова посаде погинуло, укључујући и све официре. Након патролирања још пар дана У-559 се враћа 4. децембра у базу Саламис.
Свега четири дана касније – 8. децембра, подморница У-559, поново напушта базу Саламис, и одлази на ново патролирање.
Дана, 23. децембра 1941. године, у 19:02 сати, путнички брод  (заповедник Вилијам Л. Шин) из конвоја TA-5 је био торпедован и потопљен од подморнице У-559, североисточно од Тобрука. На подморници су забележили једну детонацију, након другог напада на конвој у 20:13 сати, али погодак није потврђен из савезничких извора. На броду се налазило 70 чланова посаде, 18 стражара и 850-1.100 немачких и италијанских ратних заробљеника. Заповедника, 47 чланова посаде и непознат број стражара и ратних заробљеника је спасила британска корвета Salvia (Поручник Бојног Брода Џон И. Милер), која је сутрадан потопљена од подморнице У-568, са свим преживелим људима са брода Shuntien. Један непознат број спасио је ескортни разарач Heythrop (Поручник Бојног Брода Р. С. Стафорд), међутим више од 700 људи је било изгубљено.
Три дана касније – 26. децембра, у 14:29 сати, пољски трговачки брод  (заповедник T. Мајснер), главни брод малог конвоја од три брода, је био погођен торпедом, испаљеним са подморнице У-559, у близини Мерса Матруха. Четири члана посаде и 19 путника је погинуло од 47 чланова посаде, 5 стражара и 416 путника (војно особље) који су се налазили на њему. Брод је осигуран и након што су пребачени сви путници и један део посаде, британска корвета Peony почиње да тегли брод. Међутим, подморница У-559 потапа оштећен брод у 19:30 сати. Преостале чланове посаде спашава корвета и искрцава их у Тобрук следећег дана.
Након ова два потопљена брода, подморница У-559 се враћа у базу Саламис, где стиже 31. децембра 1941. године.
Дана, 16. фебруара 1942. године, подморница У-559 напушта базу Саламис, и одлази на патролирање, које ће трајати 18 дана и неће донети никакве нове успехе подморници. Она се враћа натраг у базу Саламис 26. фебруара. Недељу дана касније - 4. марта, подморница поново испловљава, али и овог пута није забележила никакве успехе, те се враћа након 18 дана у базу. Три дана касније - 24. март она напушта Саламис и одлази у Пулу, где стиже 27. марта 1942. године. У Пули она остаје скоро месец и по дана, да би 10. маја испловила на тродневно патролирање. Следеће патролирање У-559 започиње 18. маја 1942. године.
У 04:56 сати, 10. јуна. 1942. године, подморница У-559 испаљује салву од три торпеда ка конвоју АТ-49, који се налазио између Александрије и Мерса Матруха. Она шаље извештај да је једно торпедо погодило танкер а једно теретни брод, и напомиње да је брод-цистерна горео 24 сата а да је теретни брод узет у вучу са доста воде у њему. Бродови су били. Athene и Brambleleaf.
Танкер  (заповедник Даралд Дарелдсен) је био погођен једним торпедом у леви бок, у пределу 7. одељења, између крме и средине брода. Како се на броду налазило 6.000 тона лако запаљивог горива за авионе, то је цео брод убзо претворило у буктињу, која је трајала два дана, пре него што је брод потонуо. Од 31. чланова посаде, 14 је изгубљено, а осталих 17 су спасили пратећи бродови након 30 минута, међутим неки од бродоломаца су имали тешке опекотине и била им је потребна лекарска помоћ.
Танкер  (заповедник Херберт Олистер Шеклок) је био погођен једним торпедом у близини прамца. Два официра и пет чланова посаде гину. Заповедник, 49 чланова посаде и три стражара напуштају брод и прелазе на грчки разарач Vasillisa Olga, који их искрцава у Александрији.
Јако оштећени танкер је касније привезан и одвучен у Александрију, где је коришћен као плутајућа цистерна. Дана, 15. септембра 1944. године, труп брода неочекивано тоне, и брод је декларисан као потпуно уништен. Брод је доста касније извучен и сасечен у Ла Специји, априла 1953. године.
По завршетку своје најдуже патроле од 36 дана, подморница У-559 се враћа у Пулу, 22. јуна 1942. године.
Дана, 15. августа, У-559 испловљава из Пуле и одлази ка бази Саламис, где стиже 21. августа. Након 8 дана - 29. августа, подморница полази на ново патролирање, које ће трајати 24 дана, али ни оно неће бити плодно за У-559, и подморница упловљава у Месину 21. септембра. У нову, а уједно и последњу патролу, подморница У-559 креће из Месине 29. септембра 1942. године.
Дана, 13. октобра 1942. године, египатски брод Bringhi стиже у Александрију, након што је на њега отворена ватра из митраљеза и топова са подморнице, 12. октобра. Брод је положен на подводни гребен, који се налазио на крају луке, и ту је потонуо након што се преломио на пола. Касније ће преживели са подморнице У-559 тврдити да су у својој последњој патроли потопили два брода на једра. 
Подморница У-559 је потопљена 30. октобра 1942. године у Средоземном мору, севро-источно од Порт Саида, сасређеном акцијом британских разарача Pakenham, Petard и Hero, британских ескортних разарача Dulverton и Hurworth, и британских авиона Шорт Сандерленд. Командант подморнице Хајтман и 37 чланова посаде је заробљено након потапања. Они проводе неколико година у британском заробљенишству у Египту, Канади и Енглеској, пре него што су враћени у Немачку.

## Бродови
| Име брода | Држава               | Тежина     | Година изградње | Датум напада       | Напомена        |
|           | Уједињено Краљевство | 1.584 тона | 1934.           | 19. август 1941.   | Потопљен        |
|           | Аустралија           | 1.060 тона | 1940.           | 27. август 1941.   | Потопљен        |
|           | Уједињено Краљевство | 3.059 тона | 1934.           | 23. децембар 1941. | Потопљен        |
|           | Пољска               | 2.487 тона | 1915.           | 26. децембар 1941. | Потопљен        |
|           | Норвешка             | 4.681 тона | 1928.           | 10. јун 1942.      | Потопљен        |
|           | Уједињено Краљевство | 5.917 тона | 1917.           | 10. јун 1942.      | Тотално уништен |
|           | Египат               | 200 тона   | ?               | 12. октобар 1942.  | Тотално уништен |
| --------- | -------------------- | ---------- | --------------- | ------------------ | --------------- |

## Команданти
- Ханс Хајтман (27. фебруар 1941 — 30. октобар 1942)